# Trigonoderus immaculatus
Trigonoderus immaculatus är en stekelart som först beskrevs av Christian Gottfried Daniel Nees von Esenbeck 1834.  Trigonoderus immaculatus ingår i släktet Trigonoderus och familjen puppglanssteklar. Inga underarter finns listade i Catalogue of Life.